# Џералдина Фицџералд
Џералдина Фицџералд (енгл. Geraldine Fitzgerald) је била ирскоамеричка глумица, рођена 24. новембра 1913. године у Грејстонсу, а преминула 17. јула 2005. године у Њујорку.

## Филмографија
| Улоге Џералдина Фицџералд |                             |               |                     |          |
| Година                    | Српски назив                | Изворни назив | Улога               | Напомена |
| 1939.                     | Оркански висови             |               | Изабела Линтон      |          |
| 1939.                     | Победа над тамом            |               | Ен Кинг             |          |
| 1943.                     | Стража на Рајни             |               | Марта де Бранковис  |          |
| 1964.                     | Човјек из залагаонице       |               | Мерилин Берчфилд    |          |
| 1981.                     | Артур                       |               | Марта Бах           |          |
| 1986.                     | Полтергајст 2: Друга страна |               | Џесика „Џес” Вилсон |          |
| 1988.                     | Артур 2: На танком леду     |               | Марта Бах           |          |